# Xã Deer Lake, Quận Stutsman, Bắc Dakota
Xã Deer Lake (tiếng Anh: Deer Lake Township) là một xã thuộc quận Stutsman, tiểu bang Bắc Dakota, Hoa Kỳ. Năm 2010, dân số của xã này là 29 người.